# くりはら万葉祭
くりはら万葉祭（くりはらまんようさい）は、宮城県栗原市一迫で開催 される祭り。

## 概要
土器を野焼きで焼く土と火のお祭りで、風の沢ミュージアムの屋外広場で行われる。2008年の岩手宮城内陸地震の鎮魂がきっかけではじまった。事前に制作した土器を野焼きしたり、高さが数mに及ぶオブジェも焼き上げる。並行して東北を中心とした伝統芸能の振興を図るステージイベントがある。

## 沿革
- 2008年（平成20年） - 1回目開催。

## 会場
- 〒987-2302　栗原市一迫片子沢外の沢11（里山公園）

## 主催
- タラチネの会

## 周辺
- 栗原市立姫松小学校跡
- 山王史跡公園あやめ園
- 南くりこま高原一迫ゆり園
- 牛渕公園
- 風の沢ミュージアム
- 国立花山青少年自然の家

## アクセス
- 東北自動車道築館ICより車で約20分
- 東北自動車道若柳金成ICから車で約25分
- JR東日本東北新幹線くりこま高原駅より車で25分

## 駐車場
- 無料